# Retiniphyllum longiflorum
Retiniphyllum longiflorum är en måreväxtart som beskrevs av Julian Alfred Steyermark. Retiniphyllum longiflorum ingår i släktet Retiniphyllum och familjen måreväxter. Inga underarter finns listade i Catalogue of Life.